# Cristais (Minas Gerais)
Cristais é um município brasileiro do estado de Minas Gerais, na Região Geográfica Intermediária de Varginha. Sua população recenseada em 2022 era de 12 197 habitantes, segundo o Instituto Brasileiro de Geografia e Estatística (IBGE).

## Turismo
O município faz parte do circuito turístico Grutas e Mar de Minas.

## Galeria

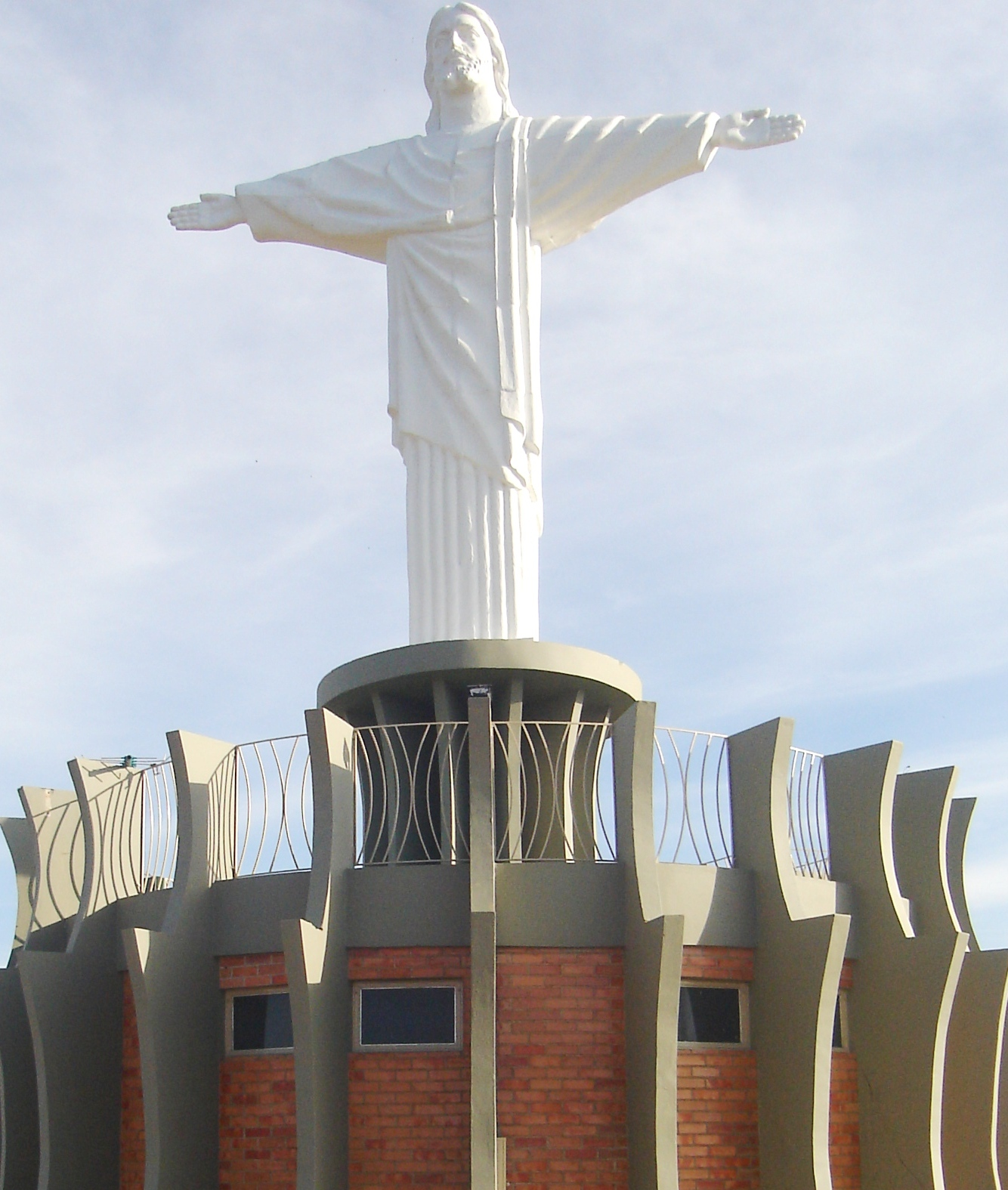
Estátua Cristo de Cristais
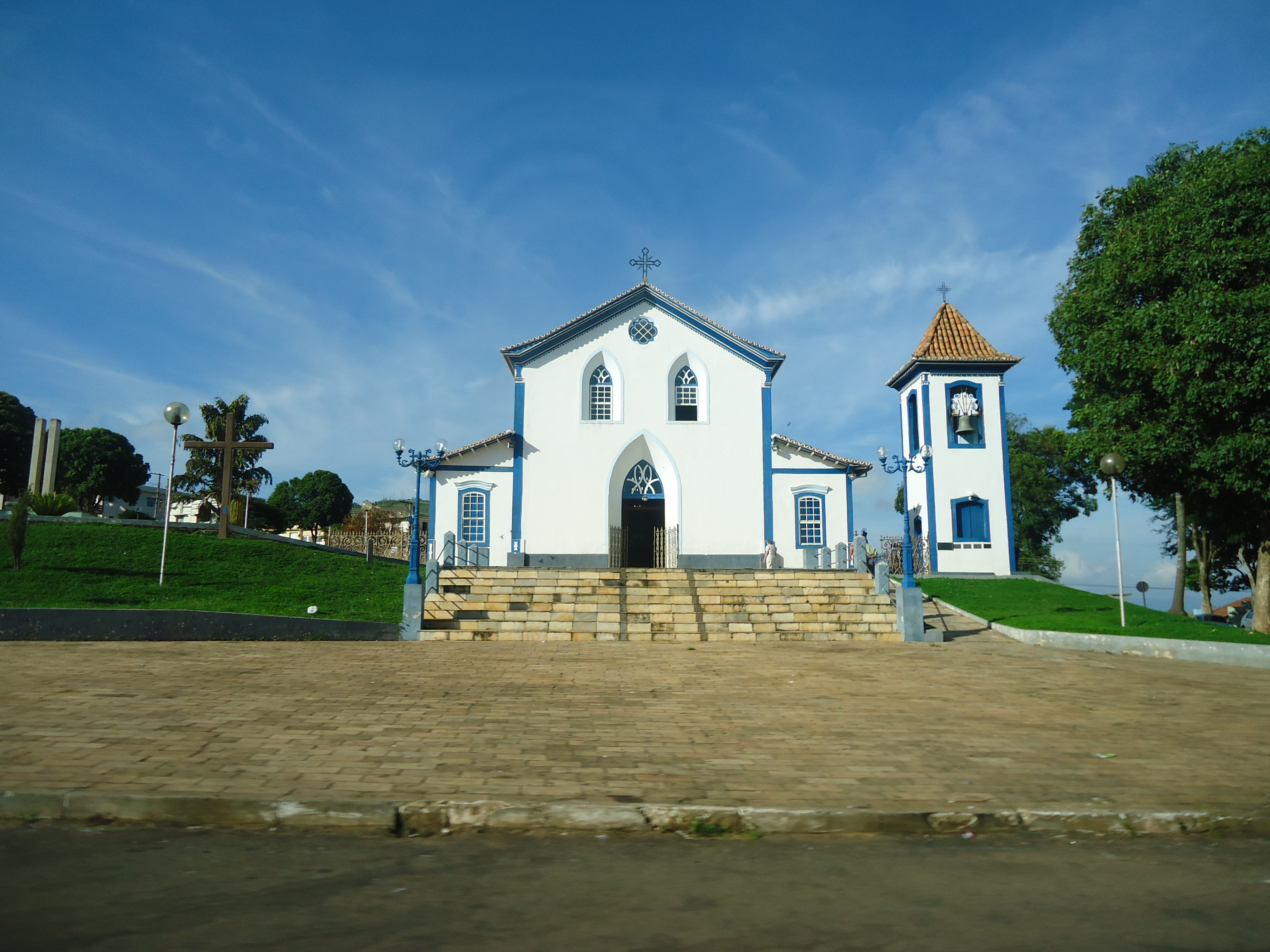
Igreja Matriz da Ajuda
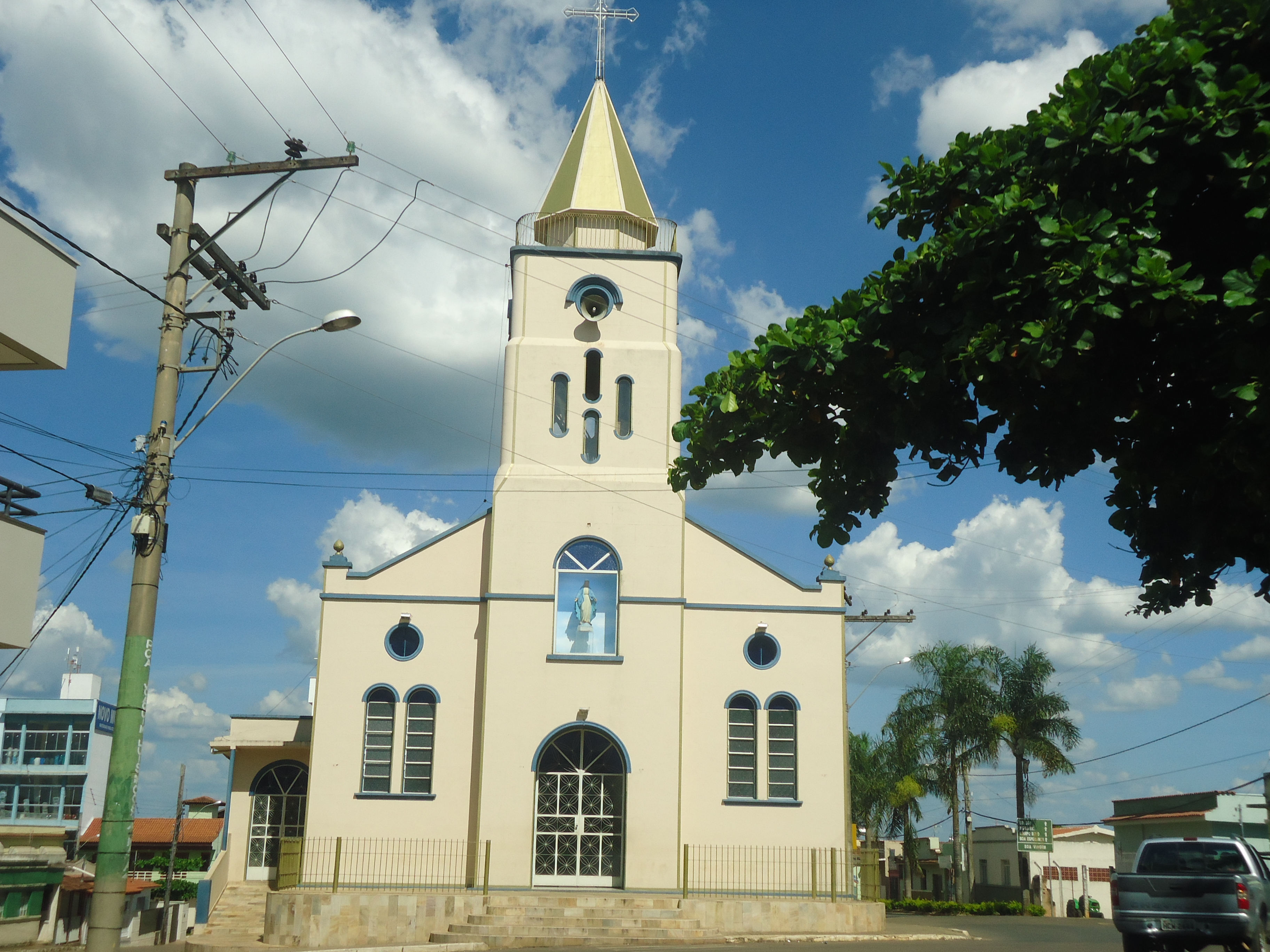
Igreja do Rosário